# 中央情報局 (越南共和國)
中央情報局是越南共和國的情報機構，總部位於西貢市白藤街3號（số 3 Bạch Đằng）。於1961年通過第109/TTP號行政命令成立，並於1961年5月5日由總統吳廷琰簽署成為法律。該部門負責調查、收集和分析北越及其在南越的分支機構、越共的戰略和軍事情報信息，並就國家安全向南越政府報告和建議。

## 組織
情報局包括三個部門：

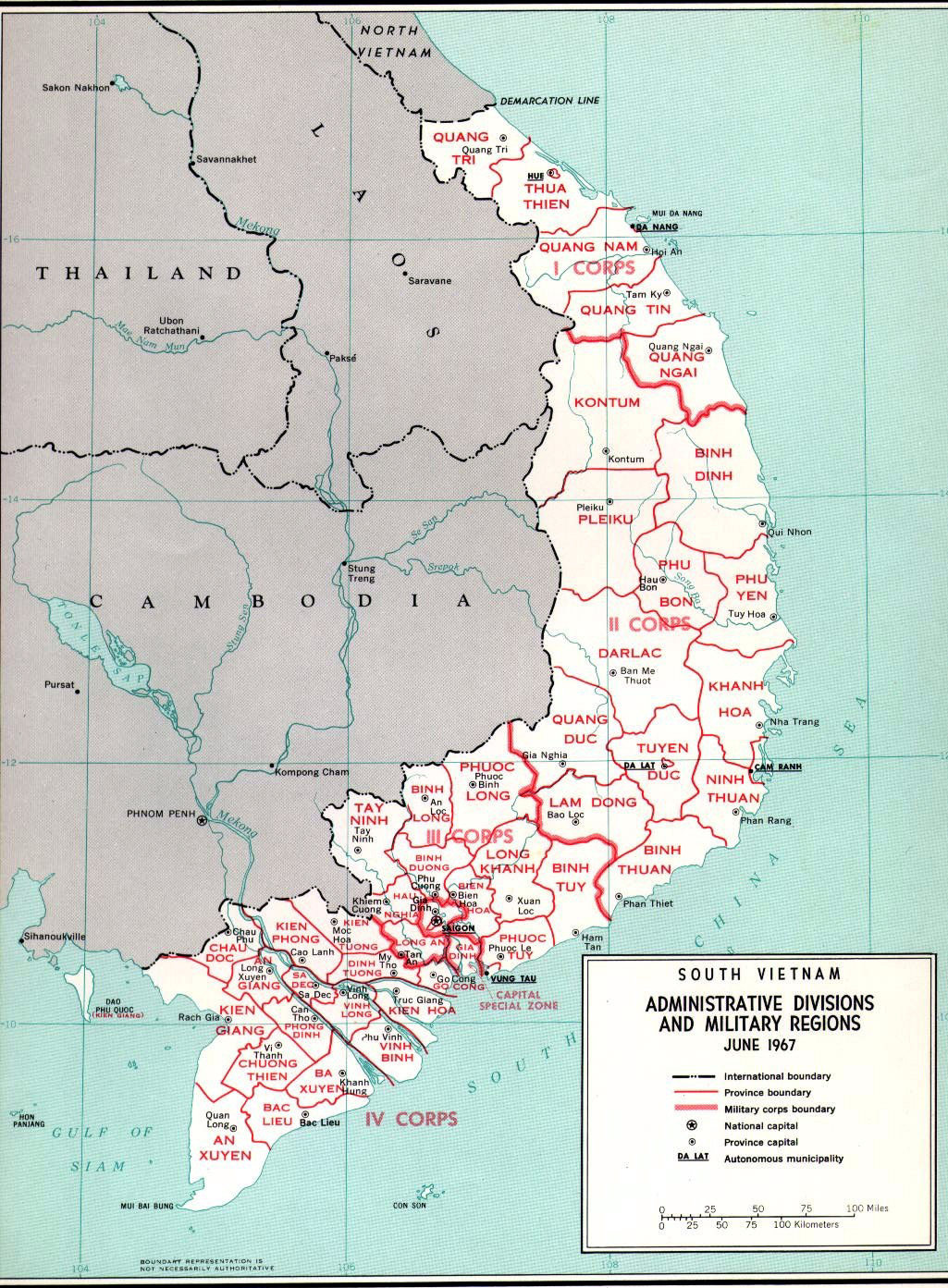
四個軍級戰術區

- 國內情報局（Cục Tình báo Quốc nội）。該情報局有一個部門負責監視國內共產黨／敵人的活動（K部門）；反間諜部門（U部門；和一個政治部門（例如：關於政變等顛覆性政治活動和北越政府）（Z部門）。[1]
- 國外情報局（Cục Tình báo Quốc ngoại）[1]
- 國家審問中心（Trung tâm Thẩm vấn Quốc gia）。這個部門只負責接收和押送犯人（例如：戰俘、共產黨嫌疑人等），供審問[1]

每個軍區（I - IV）都有一個隸屬於國內情報局的特別聯絡團。在海外，老撾、法國、英國、日本、泰國、柬埔寨和香港設有國外情報局部門。

## 西貢淪陷
根據記者輝德在2013年出版的著作《勝利的一方》（Bên Thắng cuộc）提及，1975年4月24日，中央情報局局長阮克平秘密逃離西貢。隨後代總統陳文香任命阮克平的助手阮發祿（Nguyễn Phát Lộc）為新任局長。1975年4月28日下午，美國駐西貢大使館要求所有中央情報局人員到白藤街3號集合等待撤離。之後他們逃到阮厚街2號（số 2 Nguyễn Hậu）。然而，1975年4月30日凌晨1點，大使館和中央情報局人員之間的通訊被切斷，所有人員都被困在裡面。

## 歷任局長
- 黎廉（Lê Liêm）中校
- 阮文衣上校
- 枚有春中將
- 阮玉鸞准將
- 齡光園中將
- 阮克平上校
- 阮發祿（Nguyễn Phát Lộc）